# Тонделюа, Жерри
Жерри Тонделюа (род. 27 февраля 1975, Киншаса) — конголезский футболист, нападающий. Бронзовый призер Кубка африканских наций 1998 года.

## Клубная карьера
В 1994—1997 гг. нападающий играл за ФК «Содиграф» и выиграл кубок Заира. В 1997—2000 гг. Жерри Тонделюа играл за клубы второго дивизиона Бельгии «Серкль Брюгге» и «Остенде». В сезоне 2000/01 конголезский футболист играл за ФК «Аль-Вахда» и выиграл чемпионат ОАЭ.

## Сборная ДР Конго
В 1996 году Жерри сыграл за сборную Заира два матча и забил два гола в отборочном турнире ЧМ-1998. В 1998 году нападающий сыграл 6 матчей и забил 4 мяча (Того — 2, Камерун — 1, Буркина-Фасо — 1) на Кубке африканских наций, сборная ДР Конго заняла 3-е место на турнире. В 2001 году Жерри Тонделюа сыграл 1 матч в отборочном турнире Кубка африканских наций 2002 года.

## Достижения
- Кубок Заира: 1995
- Чемпион ОАЭ: 2000/01
- Бронзовый призёр Кубка африканских наций: 1998